# Stosunki andorsko-polskie

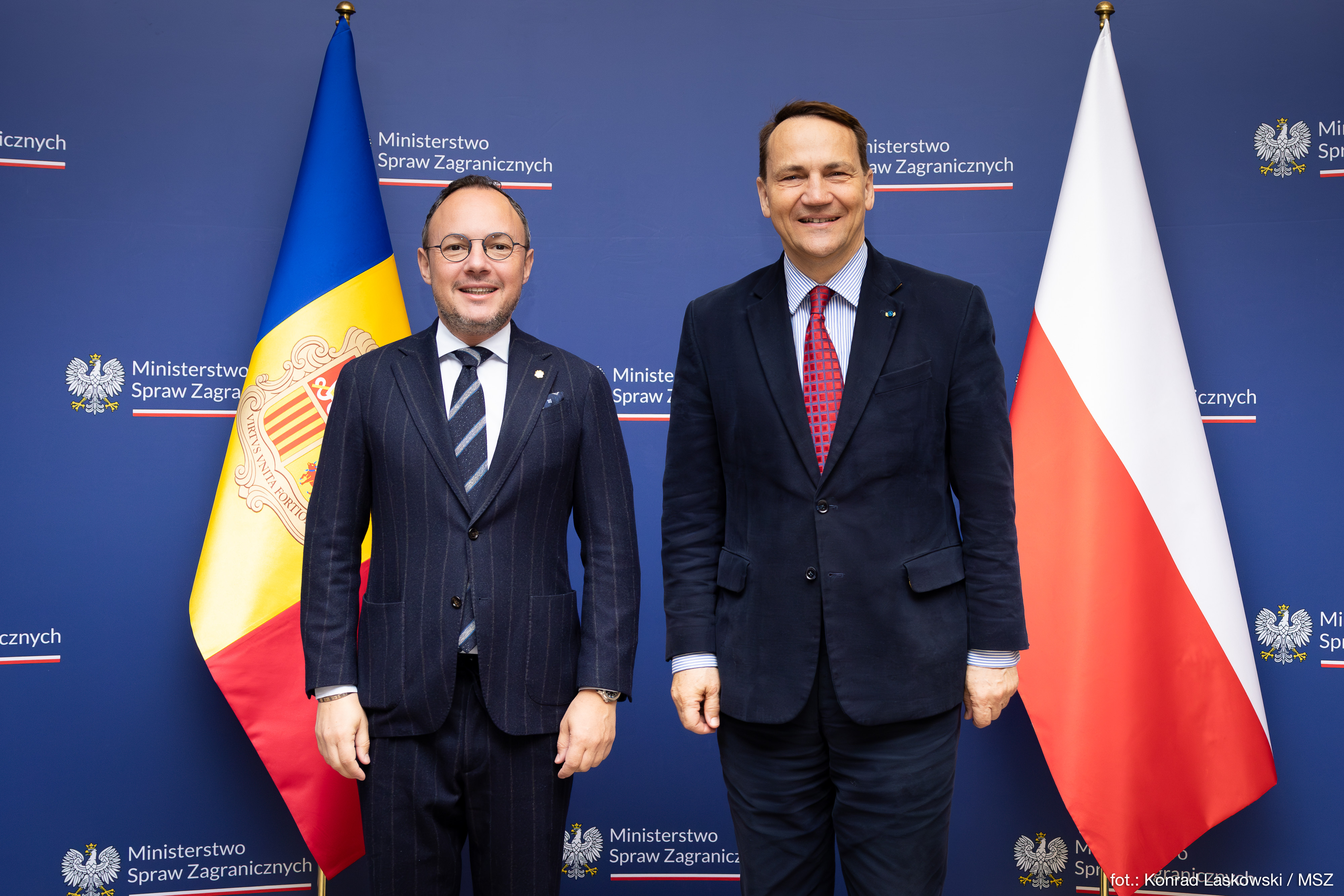
Spotkanie premiera Andory Xaviera Espoty Zamory i ministra spraw zagranicznych Polski Radosława Sikorskiego w Warszawie, 2024

Stosunki andorsko-polskie zostały na poziomie dyplomatycznym nawiązane w 1996 roku.
Kontakty polityczne i gospodarcze są ograniczone. Andora leży w kompetencji terytorialnej Ambasady RP w Madrycie (ambasador RP w Madrycie jest akredytowany w Andorze).
W 2012 roku oba państwa podpisały dwie umowy dwustronne: o współpracy w dziedzinie turystyki oraz o wymianie informacji w sprawach podatkowych. W 2017 roku z wizytą w Polsce przebywał minister spraw zagranicznych Andory, zaś w kwietniu 2024 roku miała miejsce wizyta premiera Xaviera Espoty Zamory w Warszawie.
Od dnia 2 listopada 2015 roku w Andorze funkcjonuje Konsulat Honorowy RP.